# Kristen Schaal
Kristen Schaal (Longmont, Colorado, 24 de enero de 1978) es una actriz, escritora y comediante estadounidense. Conocida especialmente por los personajes que ha representado en las series de televisión de la cadena por cable HBO, por sus intervenciones en el programa satírico The Daily Show y por ser la voz de Mabel en la serie animada Gravity Falls.

## Infancia y juventud
Schaal nació en Longmont, Colorado, en el seno de una familia protestante de orígenes neerlandeses. Pasó su infancia en la granja de ganado que sus padres tenían cerca de Boulder. Posteriormente, se graduó en la Northwestern University y se trasladó a Nueva York para desarrollar una carrera en el mundo audiovisual. Cinco años después (en 2005) consiguió su primera gran oportunidad al ser incluida en el artículo "Los diez neoyorquinos más divertidos de los que nunca has oído hablar" de la revista New York.

## Trayectoria profesional

### En vivo
En 2006, Schaal fue invitada a actuar en el Festival del Arte de la Comedia de los Estados Unidos organizado por la cadena HBO en la ciudad de Aspen. Allí consiguió un reconocimiento como "Mejor comediante alternativa" y comenzó a hacerse conocida en los círculos artísticos. Posteriormente, ganó también premios en los Nightlife Awards de Nueva York (año 2006, como mejor comediante femenina) y en el Festival Internacional de la Comedia de Melbourne de 2008, por su show Kristen Schaal como probablemente no la hayas visto nunca antes. 
Además, Schaal apareció también en la primera temporada del show del canal Comedy Central, en el año 2006, en lo que representó un fuerte impulso en su carrera como comediante.
Schaal fue también copresentadora del show semanal Hot Tub en el Club de la Comedia de Comix y es miembro fundadora de la compañía teatral The Striking Viking Story Pirates, que centra su actividad en historias de niños convertidas en escenas cortas y canciones.

### Películas, televisión y radio
Schaal es conocida especialmente por su papel en la serie Flight of the Conchords de la cadena HBO como fan acosadora de Mel, rol que le permitió una nominación a los premios ofrecidos por la revista Entertainment Weekly como Mejor actriz de reparto en una serie de comedia del año 2009. 
Fue también guionista de la undécima temporada de South Park y apareció como concursante en el programa Never Mind the Buzzcocks de la BBC. Además, hizo el papel de "comentarista especial" en The Daily Show el 13 de marzo de 2008, actuación que la consolidó en el programa. Un mes más tarde, apareció en la comedia satírica Good News Week en el marco del Festival Internacional de la Comedia de Melbourne y en octubre de 2008 hizo también una contribución en la cuarta temporada de la serie The Secret Policeman's Ball, realizada como contribución a la recaudación de fondos de Amnistía Internacional. 
En este año participó siendo la voz de Jake júnior, uno de los hijos de Jake en la serie animada Adventure time. En la actualidad, estuvo trabajando en la serie conocida Gravity Falls: Un verano de misterios, haciendo la voz de la segunda protagonista femenina Mabel Pines.
En 2015 participa de la comedia televisiva The Last Man On Earth como Carol Andrew Pilbasian, destacando un rol de personaje principal.
También tiene un papel en la serie de animación Bob's Burgers, donde es la voz de la hija pequeña Louise Belcher.

## Filmografía

### Películas
| Año  | Título                                   | Rol                                    | Notas |
| ---- | ---------------------------------------- | -------------------------------------- | ----- |
| 2001 | Kate y Leopold                           | Miss Tree                              |       |
| 2004 | Poster Boy                               | Mujer en la tienda de libros #14       |       |
| 2005 | Adam & Steve                             | Ruth                                   |       |
| 2006 | Delirious                                | Joelle                                 |       |
| 2007 | Norbit                                   | Organizadora de eventos                |       |
| 2009 | The Goods: Live Hard, Sell Hard          | Azafata Stacey                         |       |
| 2009 | Cirque du Freak: The Vampire's Assistant | Gertha Teeth                           |       |
| 2010 | When in Rome                             | Ilona                                  |       |
| 2010 | Valentine's Day                          | Ms. Gilroy                             |       |
| 2010 | Shrek Forever After                      | Griselda                               | Voz.  |
| 2010 | Get Him to the Greek                     | Asistente de producción del Today Show |       |
| 2010 | Toy Story 3                              | Trixie                                 | Voz.  |
| 2010 | Dinner for Schmucks                      | Susana                                 |       |
| 2010 | Going the Distance                       | Camarera                               |       |
| 2011 | Butter                                   | Carol Ann                              |       |
| 2011 | Los Muppets                              | Moderadora                             |       |
| 2012 | Sleepwalk with Me                        | Cinthya                                |       |
| 2013 | Bienvenido a la jungla                   | Brenda                                 |       |
| 2013 | Despicable Me 2                          | Shannon                                | Voz.  |
| 2013 | Cloudy with a Chance of Meatballs 2      | Barb                                   | Voz   |
| 2015 | A Walk in the Woods                      | Mary Ellen                             |       |
| 2019 | Toy Story 4                              | Trixie                                 | Voz   |
| 2019 | My Spy                                   | Bobbi                                  |       |
| 2020 | Bill & Ted Face the Music                | Kelly                                  |       |
| 2022 | Bob's Burgers: La película               | Louise Belcher                         | Voz   |

### Televisión
| Año             | Título                                   | Rol                                          | Notas                                                        |
| --------------- | ---------------------------------------- | -------------------------------------------- | ------------------------------------------------------------ |
| 2001            | Max Bickford                             | Valerie Holmes                               | 2 episodios                                                  |
| 2002            | Max Bickford                             | Valerie Holmes                               | Episodio: "The Bad Girl"                                     |
| 2004            | Law & Order: Special Victims Unit        | Abby                                         | Episodio: "Brotherhood"                                      |
| 2005            | Cheap Seats                              | Emily                                        | Episodio: "Dog Show/World Beard and Mustache Championshop"   |
| 2006            | Conviction                               | Allie Rubinoff                               | Episodio:"Madness"                                           |
| 2006            | Ugly Betty                               | Nancy                                        | Episodio: "Pilot"                                            |
| 2006            | Seis grados                              | Gail                                         | Episodios: "Pilot", "The Puncher"                            |
| 2006            | Freak Show                               | Varios personajes                            | Voz. Siete episodios.                                        |
| 2007            | Scott Bateman Presents                   | Nuevo Robot Amo de la Tierra                 | Voz. Dos episodios.                                          |
| 2007            | Law & Order: Criminal Intent             | Alana Binder                                 | Episodio: "30"                                               |
| 2007            | Human Giant                              | Chica en comercial de Doritos                | Episodio: "Lil 9-11"                                         |
| 2007            | Mad Men                                  | Nannette                                     | Episodio: "Smoke Gets in Your Eyes"                          |
| 2007            | How I Met Your Mother                    | Laura Girard                                 | Episodio: "The Platinum Rule"                                |
| 2007 - 2009     | Flight of the Conchords                  | Mel                                          | 27 episodios                                                 |
| 2008            | Aqua Teen Hunger Force                   | Tammy Tangerine                              | Voz. Episodio: "Bible Fruit"                                 |
| 2008            | The Whitest Kids U' Know                 | Mujer sin hogar                              | Episodio: "2.9"                                              |
| 2009            | Xavier: Renegade Angel                   | Espectadora frenética /Esposa del Viejo Ryan | Episodio: "Going Normal"                                     |
| 2009            | Snake 'n' Bacon                          | El Hada Verde                                | Película para televisión                                     |
| 2009            | Comedy Showcase                          | Turista                                      | Episodio: "The Increasingly Poor Decisions of Todd Margaret" |
| 2010            | Modern Family                            | Whitney                                      | Episodio: "Fifteen Percent"                                  |
| 2010            | Comedy Lab                               | Penelope                                     | Episodio: "Penelope Princess of Pets"                        |
| 2010            | FCU: Fact Checkers Unit                  | Paula                                        | 8 episodios                                                  |
| 2011            | The Simpsons                             | Tammy                                        | Voz. Episodio: "Homer Scissorhands"                          |
| 2011            | Los pingüinos de Madagascar              | Muffy / Buffy / Fluffy                       | Voz. Episodio: "Operation: Neighbor Swap"                    |
| 2011            | The Heart, She Holler                    | Hurshe                                       | 6 episodios                                                  |
| 2011            | American Dad!                            | Chica                                        | Voz. Episodio: "Hurricane!"                                  |
| 2012            | American Dad!                            | Bibliotecaria                                | Voz. Episodio: "Stan's Best Friend"                          |
| 2011 - presente | Bob's Burgers                            | Louise Belcher                               | Voz. Elenco principal.                                       |
| 2012            | La Naranja Molesta                       | Squash McAdams                               | Episodio: "Generic Holiday Special"                          |
| 2012 - 2013     | 30 Rock                                  | Hazel Wassername                             | 11 episodios.                                                |
| 2012 - 2016     | Gravity Falls                            | Mabel Pines                                  | Voz. 40 episodios.                                           |
| 2013            | Archer                                   | Tiffy                                        | Voz. 2 episodios.                                            |
| 2013            | Adventure Time                           | Jake Jr.                                     | Voz. 3 episodios.                                            |
| 2013            | Wilfred                                  | Anne                                         | 3 episodios                                                  |
| 2013            | NTSF:SD:SUV::                            | Deborah                                      | Episodio: "Trading Faces"                                    |
| 2014            | Glee                                     | Mary Halloran                                | Episodio: "The Untitled Rachel Berry Project"                |
| 2014            | The Hotwives of Orlando                  | Amanda Simmons                               | 7 episodios                                                  |
| 2014 - 2016     | BoJack Horseman                          | Sarah Lynn / Sabrina / Harper                | 10 episodios                                                 |
| 2015            | The Hotwives of Las Vegas                | Amanda Simmons                               | 1 episodio                                                   |
| 2015            | Axe Cop                                  | Dios                                         | Episodio: "Axe Cop Saves God"                                |
| 2015 - 2018     | The last man on Earth                    | Carol Pilbasian                              | 66 episodios                                                 |
| 2016            | WordGirl                                 | Victoria Best                                | Voz. 8 episodios                                             |
| 2016            | Galaxia Wander                           | Mavis                                        | Voz. 1 episodio                                              |
| 2016            | Great Minds with Dan Harmon              | Amelia Earhart                               | 1 episodio                                                   |
| 2016            | Brad Neely's Harg Nallin' Sclopio Peepio |                                              | 1 episodio                                                   |
| 2019            | Squinters                                | Tina                                         | 6 episodios                                                  |
| 2019-2022       | Lo que hacemos en las sombras            | La guia - Mujer flotante                     | 19 episodios                                                 |
| 2020-2022       | Dicktown                                 | Kendra                                       | 2 episodios                                                  |
| 2021            | Teenage Euthanasia                       |                                              | Voz. 1 episodio                                              |
| 2021-2022       | Big Mouth                                | Bernie Sanders                               | Voz. 6 episodios                                             |
| 2021-2022       | La misteriosa sociedad Benedict          | Número Dos                                   | 16 episodios                                                 |
| 2022            | Nuestra bandera significa muerte         | Antoinette                                   | 2 episodios                                                  |

## Premios
| Año  | Premiación                      | Categoría                                                                              | Trabajo       | Resultado |
| ---- | ------------------------------- | -------------------------------------------------------------------------------------- | ------------- | --------- |
| 2012 | Premios Annie                   | Actor de voz en televisión animada                                                     | Gravity Falls | Ganador   |
| 2013 | Behind The Voices Actors Awards | Mejor interpretación vocal principal femenina en serie de televisión - Comedia/Musical | Gravity Falls | Ganador   |
| 2015 | Premios Annie                   | Actor de voz en televisión animada                                                     | Bob's Burgers | Ganador   |